# 128
| Calendário gregoriano                                                        | 128 CXXVIII                   |
| Ab urbe condita                                                              | 881                           |
| Calendário arménio                                                           | -424 – -423                   |
| Calendário bahá'í                                                            | -1716 – -1715                 |
| Calendário budista                                                           | 672                           |
| Calendário chinês                                                            | 2824 – 2825                   |
| Calendário copta                                                             | -156 – -155                   |
| Calendário etíope                                                            | 120 – 121                     |
| Calendários hindus - Vikram Samvat - Calendário nacional indiano - Cáli Iuga | 183 – 184 49 – 50 3228 – 3229 |
| Calendário Holoceno                                                          | 10128                         |
| Calendário islâmico                                                          | 509 BH – 508 BH               |
| Calendário judaico                                                           | 3888 – 3889                   |
| Calendário persa                                                             | 494 BP – 493 BP               |
| Calendário rúnico                                                            | 378                           |
| Calendário solar tailandês                                                   | 671                           |

128 (CXXVIII, na numeração romana) foi um ano bissexto do século II do Calendário Juliano, da Era de Cristo,  e as suas letras dominicais foram E e D (52 semanas), teve início a uma quarta-feira e terminou a uma quinta-feira.
| Ano completo                           |
| -------------------------------------- |
| Ano bissexto com início à quarta-feira |

## Eventos
- Inicio da existência de comunidades cristãs organizadas, e não apenas como simples fiéis isolados.